# Euxoa furtiva
Euxoa furtiva là một loài bướm đêm trong họ Noctuidae.